# فاي ماسترسون
فاي ماسترسون (بالإنجليزية: Fay Masterson)‏ هي ممثلة بريطانية، ولدت في 15 أبريل 1974 بإنجلترا في المملكة المتحدة.

## أعمال

### أفلام
- (1992) ذا باور أوف ون
- (1995) السريع والميت
- (1999) عيون مغلقة على اتساعها[4]
- (2018) النائب

### مسلسلات
- ميامي

## وصلات خارجية
- فاي ماسترسون على موقع IMDb (الإنجليزية)
- فاي ماسترسون على موقع ألو سيني (الفرنسية)
- فاي ماسترسون على موقع أول موفي (الإنجليزية)
- فاي ماسترسون على موقع قاعدة بيانات الأفلام السويدية (السويدية)
- فاي ماسترسون على موقع قاعدة بيانات الفيلم (الإنجليزية)
- فاي ماسترسون على موقع كينوبويسك (الروسية)